# سکو (زمین‌شناسی)
| سپر سکو کوه‌زایی حوضه ساختاری ایالت آذرین بزرگ پوسته کش‌آمده | پوسته اقیانوسی: ۲۰–۰ میلیون سال ۶۵–۲۰ میلیون سال >۶۵ میلیون سال |

سکو یا پلاتفرم (انگلیسی: Platform) در زمین‌شناسی به نواحی قاره‌ای گفته می‌شود که با چینه‌های رسوبی هموار یا کم‌شیب که بر روی سنگ بستر آذرین یا دگرگونی قدیمی‌تر گسترده شده، پوشانده شده‌است.
سکو، سپر و سنگ بستر بر روی هم کراتون را تشکیل می‌دهند.